# Ен Бишоп
Ен Бишоп (енгл. Anne Bishop; 1955) је америчка књижевница фантастике и хорора. Славу је стекла трилогијом епске фантастике Тамни драгуљи (Black Jewels) која је вишеструко награђована, али је комерцијално најуспешнији њен серијал Други (The Others) који је микс хорора и урбане фантастике. Живи и ради у Њујорку.

## Дела
Серијал о Другима је смештен у алтернативни свет у коме поред човечанства постоје и натприродна бића која се називају Другима. Већи део света припада Другима, само део Европе под називом Кел/Романо је под контролом људи, остатак земље за живот и за своје градове човечанство дели или под посебним уговорима изнајмљује од натприродних бића који су углавном опасни предатори без милости. Радња серијала дешава се у граду на америчком континенту, где бежећи од своје прошлости долази млада девојка Мег Корбин. Мег је касандра сангве (крвни пророк) ретка раса људи која резањем своје коже жилетом може да види визије предстојећих догађаја. Цео живот провела је у заточеништву организације која окупља овакве девојке и изнајмљује њихова пророчанства за новац. Мег бежи у део града који контролишу Други, и почиње да ради за њих са намером да се сакрије од прогонитеља. Врло брзо постаје пријатељ и скреће пажњу на себе неких од најмоћнијих натприродњака међу преобразитељима Сајмона Вулфгарда (Вукоштита) неке врсте вукодлака, затим најмоћнијег међу сангвинама (вампирима) Еребуса, али и опасне елементале, бића која контролишу временске прилике и годишња доба. Сви ови предатори одлуче да заштите Мег, јер не знају шта је она, и јер не мирише на плен, и успут мењају свет између људи и натприродњака покушавајући од Мег да науче више о људима, које су до сада сматрали само храном. Главни серијал се састоји од пет романа, а има и спиноф засебних романа који се одигравају у истом свету.

### Књиге из серијала Други
Главни серијал
- Записано у црвеном (Written In Red) (2013)[5]
- Убиства врана (Murder of Crows) (2014)
- Визија у сребрном (Vision In Silver) (2015)
- Обележено на месу (Marked In Flesh) (2016)
- Трептај у костима (Etched in Bone) (2017)

Засебни романи из серијала
- Језеро тишине (Lake Silence) (2018)
- Дивља земља (Wild Country) (2019)
- Кости врана (Crowbones) (2022)

### Остала дела
Серијал Тамни драгуљи
   1. Daughter of the Blood (1998)
  2. Heir to the Shadows (1999)
  3. Queen of the Darkness (2000)
  4. The Invisible Ring (2000)
  5. Dreams Made Flesh (2005)
  6. Tangled Webs (2008)
  7. The Shadow Queen (2009)
  8. Shalador's Lady (2010)
  9. Twilight's Dawn (2011)
  10. The Queen's Bargain (2020)
  11. The Queen's Weapons (2021)
  12. The Queen's Price (2023)
Тир Алејн трилогија
 1. The Pillars of the World (2001)
  2. Shadows and Light (2002)
  3. The House of Gaian (2003)
Ефемера
0.5. The Voice (2012)
  1. Sebastian (2006)
  2. Belladonna (2007)
  3. Bridge of Dreams (2012)